# اليوم العالمي للبيئة

شعار 2008 لليوم العالمي للبيئة

اليوم العالمي للبيئة (WED) أو يوم البيئة العالمي الذي بدأ احتفال دول العالم به في العام 1973م. حيث تستضيف في 5 حزيران من كل عام مدينة في العالم الفعاليات الرسمية لهذا اليوم، كما تم إنشاء برنامج الأمم المتحدة للبيئة " UNEP " التابع لمنظمة الأمم المتحدة في نفس السنة والذي استغل الاحتفال العالمي بالبيئة في 5 حزيران لتوضيح المخاطر المحيطة بالبيئة، واتخاذ إجراءات سياسية وشعبية للحفاظ عليها. تطور يوم البيئة العالمي ليكون منصة عالمية لزيادة الوعي واتخاذ إجراءات فعالة بشأن القضايا الضرورية٬ بدءاً بالتلوث البحري والاحتباس الحراري وصولا إلى الاستهلاك المستدام والجرائم التي تمس بالحياة البرية. ويشارك العديد من الناس حول العالم في هذا الحدث للعمل على تغيير العادات الاستهلاكية السائدة وللتأثير على السياسات البيئية الوطنية والدولية.

## المواضيع السنوية والمبادرات والإنجازات الرئيسية
عمل يوم البيئة العالمي خلال الخمسة عقود الماضية على زيادة الوعي والتشجيع على قيادة تغييرات إيجابية في الشأن البيئي٬ وفيما يلي جدول زمني لبعض الإنجازات المهمة في تاريخ يوم البيئة العالمي:

### 2022
يُحتفل باليوم العالمي للبيئة لعام 2022 تحت شعار ”لا نملك سوى أرض واحدة“، للدعوة إلى إحداث تغييرات تحويلية في السياسات والاختيارات لتمكين العيش في وئام مع الطبيعة بصورة أنظف وأكثر مراعاة للبيئة وأكثر استدامة٬ وشعار ”لا نملك سوى أرض واحدة“ هو شعار مؤتمر ستوكهولم لعام 1972، الذي شهد إنشاء برنامج الأمم المتحدة للبيئة٬ وبعد مرور خمسين عاماً، مع الأزمات الكوكبية الثلاث وهي تغير المناخ وفقدان التنوع البيولوجي واستمرار تعرض كوكبنا للخطر من جراء التلوث والنفايات، أصبح الشعار وثيق الصلة أكثر من أي وقت مضى. تستضيف السويد يوم البيئة العالمي لهذا العام.

### 2021
كان التركيز في يوم البيئة العالمي لعام 2021 على استعادة النظام البيئي الذي تم الاحتفال به تحت شعار ’’إعادة التصور. إعادة الإنشاء. استعادة الابتكار‘‘. فمنذ فترة طويلة، ظلت البشرية تستغل وتدمر النظم البيئية للكوكب. حيث يفقد العالم بمعدل كل ثلاث ثوانٍ غابات تقدر مساحتها بمساحة ملعب كرة قدم، وعلى مدار القرن الماضي، تم تدمير نصف الأراضي الرطبة حول العالم. وتم فقدان ما يصل إلى 50 في المائة من الشعاب المرجانية ويمكن أن يُفقد ما يصل إلى 90 في المائة منها بحلول عام 2050، حتى إذا اقتصر الاحتباس الحراري على زيادة قدرها 1.5 درجة مئوية. وقد استضافت دولة باكستان الاحتفالات بيوم البيئة العالمي لعام 2021.

### 2020
كان شعار عام 2020 هو «حان وقت الطبيعة» حيث ركز موضوع يوم البيئة العالمي على التنوع البيولوجي، وتم استضافته كولومبيا بالشراكة مع ألمانيا. تعد كولومبيا واحدة من أكبر البلدان شديدة التنوع في العالم وتضم ما يقرب من 10٪ من التنوع البيولوجي على كوكب الأرض. نظرًا لأنها جزء من غابات الأمازون المطيرة، تحتل كولومبيا المرتبة الأولى في تنوع أنواع الطيور والأوركيد والثانية من حيث تنوع النباتات والفراشات وأسماك المياه العذبة والبرمائيات. وفي هذه المناسبة أصدر أربعة عشر من قادة العالم - بمن فيهم قادة من كولومبيا وكوستاريكا وفنلندا وفرنسا وسيشيل - بياناً دعوا فيه الحكومات في جميع أنحاء العالم إلى دعم هدف عالمي جديد لحماية ما لا يقل عن 30 في المائة من الأراضي اليابسة والمحيطات على كوكب الأرض بحلول عام 2030.

### 2008
المدينة التي استضافت اليوم العالمي للبيئة في 5 حزيران 2008 م. هي ويلينجتون في نيوزيلاندا وكان عنوان الموضوع الرئيسي حول «ثنائي أكسيد الكربون..تخلصوا من العادة ! نحو اقتصاد منخفض إنبعثات الكربون».